# Норт Брадок (Пенсилванија)
Норт Брадок (енгл. North Braddock) град је у америчкој савезној држави Пенсилванија.

## Демографија
По попису из 2010. године број становника је 4.857, што је 1.553 (-24,2%) становника мање него 2000. године.
| Група             | 2000.         | 2010.         |
| Белци             | 3.925 (61,2%) | 2.461 (50,7%) |
| Афроамериканци    | 2.263 (35,3%) | 2.180 (44,9%) |
| Азијати           | 20 (0,3%)     | 11 (0,2%)     |
| Хиспаноамериканци | 80 (1,2%)     | 62 (1,3%)     |
| Укупно            | 6.410         | 4.857         |